# Кубок Югославии по футболу 1969/1970
Кубок маршала Тито 1969/1970 (сербохорв. Kup maršala Tita 1969/1970) — 23-й розыгрыш Кубка Югославии по футболу.

## 1/8 финала
| # | Хозяева               | Результат  | Гости              |
| - | --------------------- | ---------- | ------------------ |
| 1 | Осиек                 | 1:3        | Войводина Нови-Сад |
| 2 | Олимпия Любляна       | 3:0        | Будучност Титоград |
| 3 | Ориент Риека          | 0:1        | Динамо Загреб      |
| 4 | Вардар                | 1:13:4 пен | Хайдук Сплит       |
| 5 | ОФК                   | 2:0        | Рудар Какань       |
| 6 | Црвена звезда Белград | 1:0        | Железничар Сараево |
| 7 | Раднички Ниш          | 1:0        | Сутьеска           |
| 8 | Пролетер Зренянин     | 0:04:3 пен | Партизан Белград   |

## 1/4 финала
| # | Хозяева            | Результат      | Гости                 |
| - | ------------------ | -------------- | --------------------- |
| 1 | Войводина Нови-Сад | 0:2 (0:0, 0:0) | Олимпия Любляна       |
| 2 | Динамо Загреб      | 1:0            | Хайдук Сплит          |
| 3 | ОФК                | 0:1            | Црвена звезда Белград |
| 4 | Раднички Ниш       | 2:0            | Пролетер Зренянин     |

## 1/2 финала
| # | Хозяева               | Результат | Гости         |
| - | --------------------- | --------- | ------------- |
| 1 | Олимпия Любляна       | 3:1       | Динамо Загреб |
| 2 | Црвена звезда Белград | 2:0       | Раднички Ниш  |

## Финал
| # | Хозяева               | Результат | Гости                 |
| - | --------------------- | --------- | --------------------- |
| 1 | Олимпия Любляна       | 2:2       | Црвена звезда Белград |
| 2 | Црвена звезда Белград | 1:0       | Олимпия Любляна       |